# Termodynamik

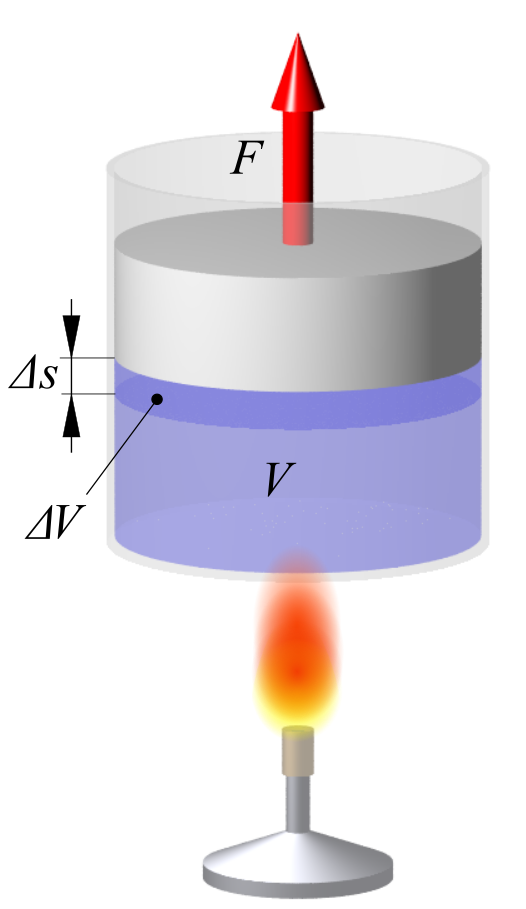
En fluid (blå) expanderar under upphettning och konstant tryck. Arbetet W = F ⋅ Δs uträttas

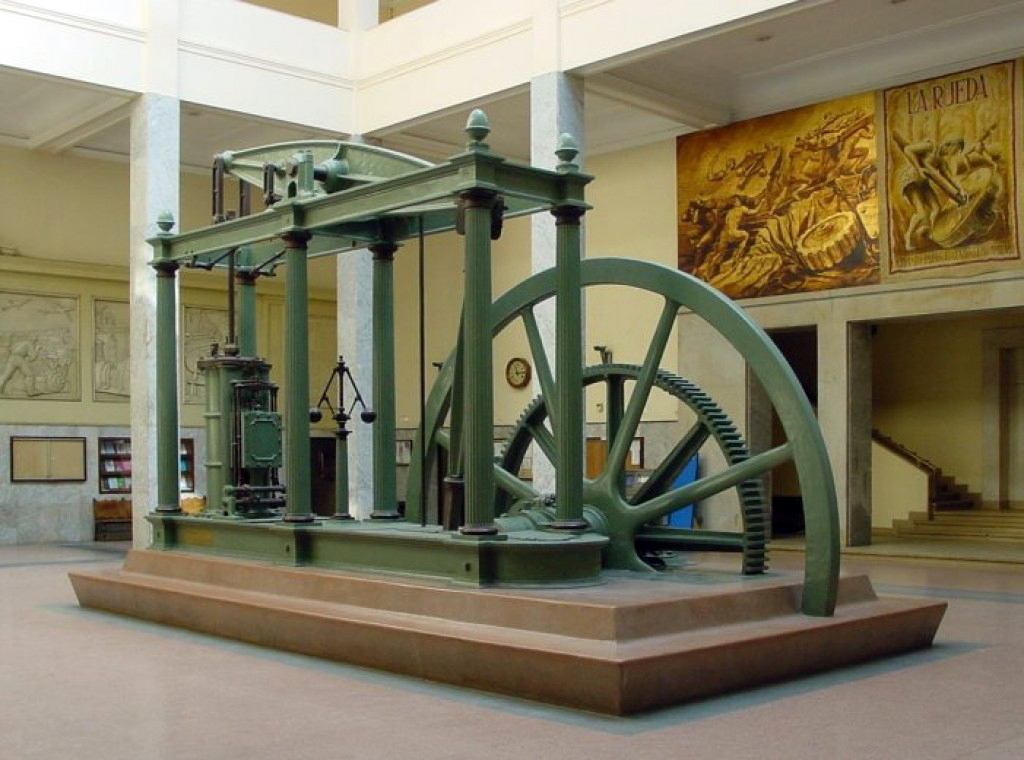
En sen variant av James Watts ångmotor. Maskiner av denna typ drev den industriella revolutionen i Storbritannien och är ett exempel på tillämpad termodynamik.

Termodynamik är läran om energi, dess omvandling mellan olika former och särskilt samspelet mellan värme och arbete. Den klassiska termodynamiken studerar kopplingen mellan makroskopiska egenskaper som temperatur, volym och tryck hos system samt hur dessa påverkas och förändras genom termodynamiska processer. Termodynamikens grundprinciper har under åren kommit att formuleras i fyra huvudsatser, vilka beskriver olika aspekter av energins natur och hur olika former av energi kan interagera.
Historiskt har termodynamikens utveckling drivits av önskan att öka verkningsgraden hos tidiga ångmaskiner, framför allt genom det arbete som bedrevs av den franske fysikern Sadi Carnot, ofta kallad termodynamikens fader. Termodynamikens fortsatta utveckling och formuleringen av första och andra huvudsatsen skedde under 1800-talet, med Lord Kelvin, Rudolf Clausius och William Rankine som några framträdande bidragsgivare. Begreppet termodynamik formulerades först 1849 i ett verk av Lord Kelvin.
Termodynamiken är en bred vetenskap som ofta delas upp i olika grenar. Huvudsatserna och många av de centrala begreppen är de samma inom de olika disciplinerna, men angreppssätten och användningsområdena skiljer sig. Den klassiska termodynamiken är en makroskopisk disciplin, till stor del baserad på mätningar och erfarenheter. I motsats bygger den statistiska termodynamiken, med grund i kvantmekaniken, på den mikroskopiska naturen hos enskilda atomer och molekyler. Utöver dessa finns ett stort antal grenar och tillämpningsområden som exempelvis kemisk termodynamik, energiteknik, meteorologi, materialvetenskap och biomedicin.

## Historia

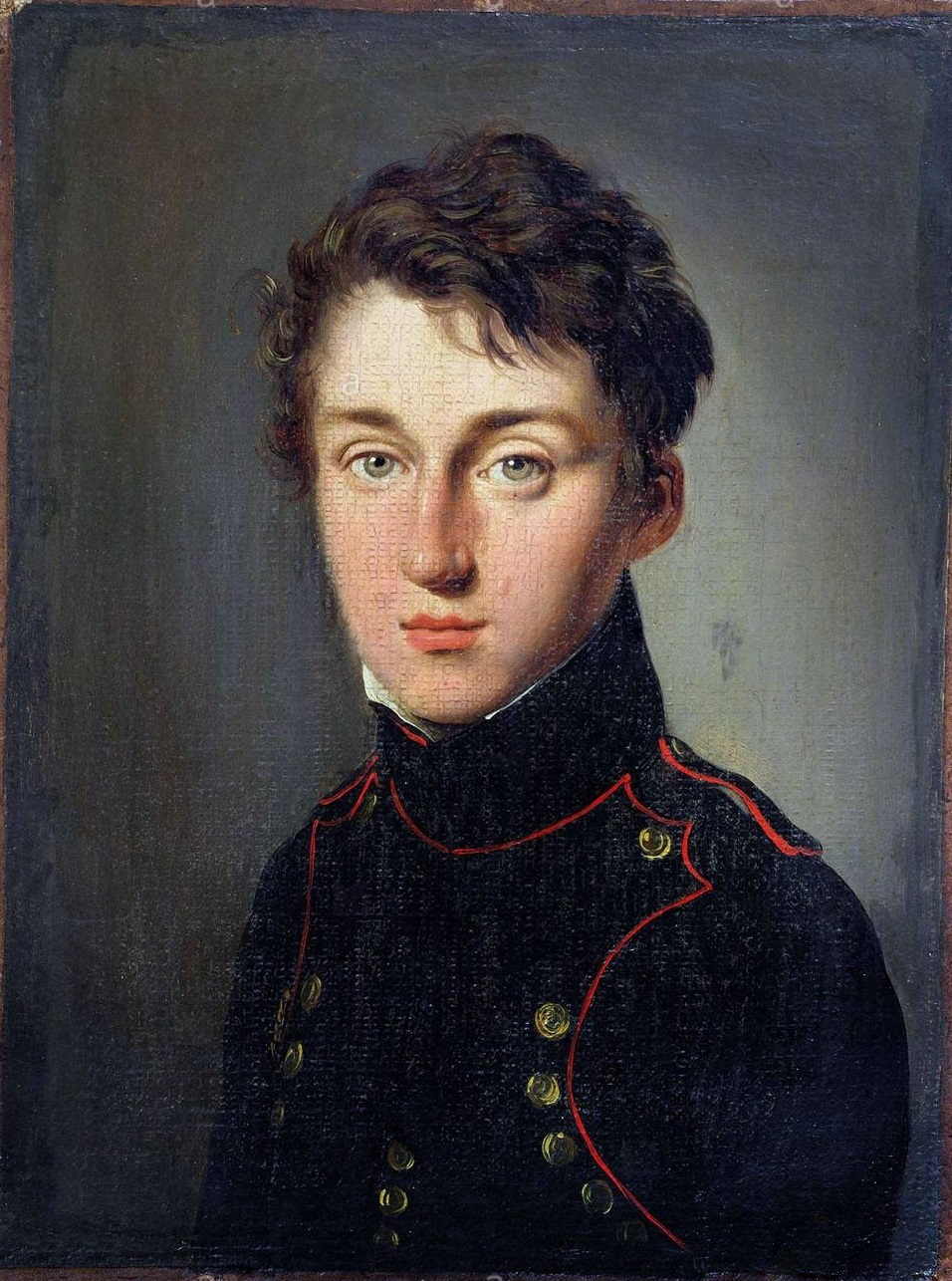
Sadi Carnot (1796-1832), "termodynamikens fader", var en fransk fysiker vars enda kända verk Réflexions sur la puissance motrice du feu anses vara grunden för den moderna termodynamiken.

Termodynamikens historia som en vetenskap kan sägas börja i och med Otto von Guericke, som 1650 utformade och byggde världens första vakuumpump. Guericke drevs att skapa vakuum för att kunna motbevisa Aristoteles långlivade tes att 'naturen avskyr vakuum'. Utifrån Guerickes vakuumpump kom 1656 den engelske fysikern Robert Boyle, i samråd med Robert Hooke, att bygga en luftpump. Med hjälp av pumpen upptäckte Boyle och Hooke ett samband mellan tryck, temperatur och volym. Senare formulerades Boyles lag, som postulerar att trycket och volymen hos en gas är omvänt proportionella storheter. Utifrån detta kom Denis Papin, en kollega till Boyle, att 1679 bygga en tryckkokare som kunde användas för att innesluta högt trycksatt ånga.
Senare varianter av tryckkokaren kom även att innefatta en ventil som förhindrade explosioner på grund av för höga tryck. Iakttagelser av ventilens rytmiska rörelse upp och ned gav Papin idén om en kolv- och cylindermotor. Han konstruerade dock aldrig en sådan maskin i praktiken. År 1697 byggde den engelske ingenjören Thomas Savery utifrån Papins beskrivningar världens första motor, vilken följdes av Thomas Newcomens motor 1712. Även om dessa tidiga motorer var klumpiga och ineffektiva drog de till sig stor uppmärksamhet från dåtidens ledande vetenskapsmän. 
Två grundläggande koncept för termodynamikens utveckling kom att bli värmekapacitet och latent värme, båda utvecklade av den skotske läkaren och kemisten Joseph Black vid University of Glasgow, där även James Watt var anställd. Black och Watt genomförde ett flertal experiment tillsammans. Watts idé om en extern kondensor ledde till drastiskt ökad verkningsgrad hos Newcomens ångmotor. Med grund i detta och tidigare upptäcker gav Sadi Carnot, termodynamikens fader, 1824 ut sitt verk Réflexions sur la puissance motrice du feu ("Reflektioner om eldens rörelsekraft"), en avhandling om värme, kraft och verkningsgraden hos värmemotorer. Detta brukar ses som grunden för termodynamiken som en modern vetenskap.
Termodynamikens första och andra huvudsats uppkom i princip samtidigt under 1850-talet, framför allt genom verk av William Rankine, Rudolf Clausius och William Thomson (Lord Kelvin). Den första läroboken i termodynamik skrevs 1859 av Rankine, som bland annat var verksam som lärare i maskinteknik vid University of Glasgow. 
Den statistiska termodynamikens grunder kom att utformas av fysiker som James Clerk Maxwell, Ludwig Boltzmann, Max Planck, Rudolf Clausius och J. Willard Gibbs.
Under åren 1873–1876 gav den amerikanske matematiska fysikern Gibbs ut en serie om tre artiklar där han visade hur termodynamiska processer kan studeras grafiskt utifrån systemens energi, entropi, volym, temperatur och tryck, samt hur man utifrån dessa kan avgöra om en process kan ske spontant med tillståndsfunktionen Gibbs fria energi. Under tidigt 1900-tal kom kemister som Gilbert N. Lewis, Merle Randall och E. A. Guggenheim att börja tillämpa Gibbs matematiska metoder vid analysen av kemiska processer.

## Termodynamikens huvudsatser
Termodynamiken bygger på fyra grundläggande huvudsatser som behandlar energins egenskaper och beteende i system och processer. Termodynamikens första och andra huvudsats uppkom i stort sett samtidigt under mitten av 1800-talet och först i början av 1900-talet tillkom tredje och slutligen nollte huvudsatsen (1931). Huvudsatserna är inte matematiskt härledda utan postulerade som naturlagar utifrån erfarenheter och experiment om energins natur.

### Nollte huvudsatsen
Nollte huvudsatsen är den mest grundläggande av termodynamikens postulat och formuleras vanligen:
| ” | Om två kroppar är i termisk jämvikt med en tredje kropp, då är de även i termisk jämvikt med varandra. | „ |

Att två kroppar är i termisk jämvikt innebär att ingen värme spontant kan överföras när kropparna är i kontakt med varandra, det vill säga kropparna har samma temperatur. Detta kan tyckas självklart, och förståelsen av huvudsatsens innebörd hade funnits långt innan den formulerades av den brittiske fysikern Ralph H. Fowler 1931. Man kan säga att det i grund och botten är den nollte huvudsatsen som tillåter objektiv temperaturmätning och därmed rättfärdigar nästan allt som termodynamiken behandlar. Trots att nollte huvudsatsen tillämpats långt före 1900-talet går den inte att härleda ur någon av termodynamikens övriga huvudsatser, vilket föranledde dess formulering och något annorlunda numrering.

### Första huvudsatsen

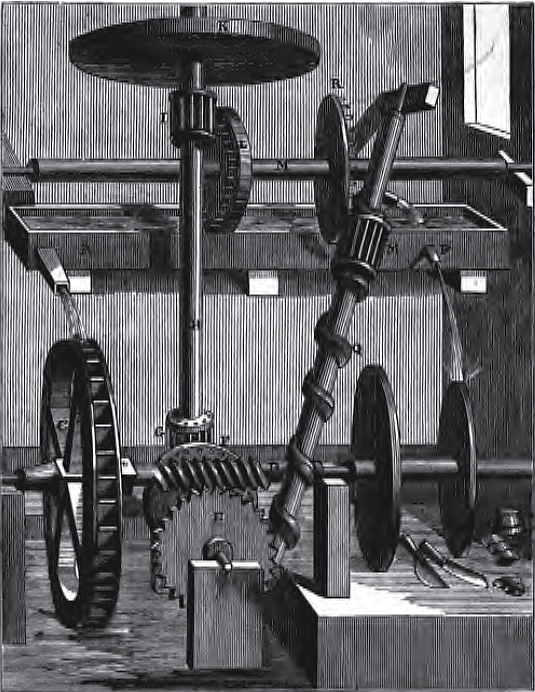
En skiss på en evighetsmaskin från 1600-talet. Att alla former av en evighetsmaskin är en omöjlighet är en direkt konsekvens av termodynamikens första och andra huvudsats.

Energin i ett isolerat system är konstant. Termodynamikens första huvudsats är ett uttryck för lagen om energins bevarande, det vill säga principen att energi varken kan skapas eller förstöras. Första huvudsatsen är grunden för all form av energianalys och uttrycks ofta matematiskt på differentialformen:
{\displaystyle dU=\delta Q-\delta W\,}
Där dU är förändringen i systemets inre energi, δQ är det värme som systemet utväxlar med omgivningen och δW är det arbete som tillförts eller uträttats av system.
Formeln uttrycker att den totala mängd arbete som tillförts eller uträttats av ett system är lika stor som den mängd värme som tillförts eller lämnat systemet, när systemet genomgår en termodynamisk cykel, det vill säga en följd av processer som för systemet tillbaka till grundtillståndet. Termodynamikens första huvudsats gäller för alla processer, reversibla som irreversibla, och motbevisar bland annat existensen av evighetsmaskiner (perpetuum mobile) av första ordningen. Enligt första huvudsatsen är det alltså omöjligt att skapa en maskin som utan tillförsel av energi kan drivas i all oändlighet.

### Andra huvudsatsen
Termodynamikens andra huvudsats postulerar att i ett isolerat system sker alla spontana processer enbart i en riktning. Två vanliga formuleringar av andra huvudsatsen är:
| ”                      | Värme kan inte av sig själv gå över från en kropp vid lägre temperatur till en annan med högre temperatur. | „ |
| – Clausius formulering | |   |

| ”                            | Det finns ingen process vars enda resultat är att värme från en enda värmekälla helt omvandlas till mekaniskt arbete. | „ |
| – Kelvin-Plancks formulering | |   |

Att spontana processer enbart sker i en riktning är ett välkänt faktum; exempelvis svalnar en kopp varmt kaffe i rumstemperatur, men samma kopp kaffe blir aldrig varm igen bara av att stå i rumstemperatur. Detta går inte att bevisa teoretiskt. Liksom i fråga om energiprincipen är det praktisk erfarenhet som har föranlett andra huvudsatsen. 
För att kunna beskriva detta fenomen mer ingående infördes begreppet entropi S, vilket ibland beskrivs som ett mått på "oordningen" i ett system. Alla naturliga processer sker på ett sådant sätt att den totala entropin, oordningen, ökar i ett isolerat system. Detta behöver dock inte innebära att entropin ökar i varje delsystem, tvärtom är det vanligt med processer där entropin minskar i någon del av systemet, vilket kompenseras av en större ökning av entropin i en annan del.
Vad som obönhörligen måste minska om entropin - oordningen - ökar är alltså "ordningen" eller exergin, som anger en skillnad eller kontrast. Entropiökning är alltså synonymt med exergiförbrukning eller utjämnande av kontraster. En kopp varmt kaffe har en temperaturkontrast till den svalare luften runtomkring och denna kontrast kan aldrig spontant öka, bara minska. 
Ludwig Boltzmann visade 1877 att entropi är matematiskt proportionell mot naturliga logaritmen av antalet mikrotillstånd i systemet, S = kB · ln(W). Denna definition används inom den statistiska delen av termodynamiken, statistisk mekanik, men lämpar sig inte vid analys av större och mer komplicerade system, eftersom antalet mikrotillstånd W blir mycket svårberäknat. Inom den klassiska termodynamiken används istället Clausius olikhet, en matematisk formulering av andra huvudsatsen som beskriver entropiförändring dS för ett system som genomgår en reversibel process som kvoten mellan mängden tillfört värme δQ och den absoluta temperaturen T:
{\displaystyle dS={\frac {\delta Q}{T}}\!}
Detta kan skrivas om som δQ = TdS, en mycket praktiskt användbar ekvation för idealiserade reversibla processer. Generellt ger den klassiska definitionen av entropi samma resultat för entropiförändring som den statistiska definitionen för samma process.

### Tredje huvudsatsen
Termodynamikens tredje huvudsats behandlar, liksom andra huvudsatsen, begreppet entropi och dess natur vid absoluta nollpunkten.
| ” | Entropin för en perfekt kristall närmar sig noll då den absoluta temperaturen närmar sig noll. | „ |

För de flesta rena ämnen är den mest stabila formen vid 0 K en perfekt kristallstruktur. Allmänt utgör denna struktur ett unikt mikrotillstånd W och utifrån Boltzmanns statistiska entropidefinition, S = kB · ln(W), ger detta S = 0 då W = 1. Flera termodynamiska storheter, såsom inre energi och entalpi kan bara mätas relativt en godtycklig referenspunkt och alltså aldrig bestämmas till sitt absoluta värde. Entropier kan däremot bestämmas absolut, för som en följd av tredje huvudsatsen kan de ges med absoluta nollpunkten som referenspunkt. Absoluta entropier är ett mycket användbart verktyg inom den kemiska termodynamiken och används bland annat vid analys och beräkningar av kemiska reaktioner.
Det är värt att notera att termodynamikens tredje huvudsats enbart gäller för perfekta kristaller. Det finns många undantag där ämnen och föreningar inte har en absolut entropi S = 0 vid absoluta nollpunkten. Helium är ett viktigt sådant undantag. Detta kan bland annat bero på att ämnet i fråga inte har en unik stabil struktur vid 0 K eller att defekter och orenheter har "frusit in" i ämnet, något som gör att de verkliga entropivärdena inte alltid stämmer överens med de teoretiska. I praktiken kan absoluta nollpunkten inte ens nås av perfekta kristaller, och således kan aldrig entropin nå värdet noll. Det beror på den termiska rörelsen hos alla partiklar med en temperatur T > 0.

## Grundläggande begrepp

### System

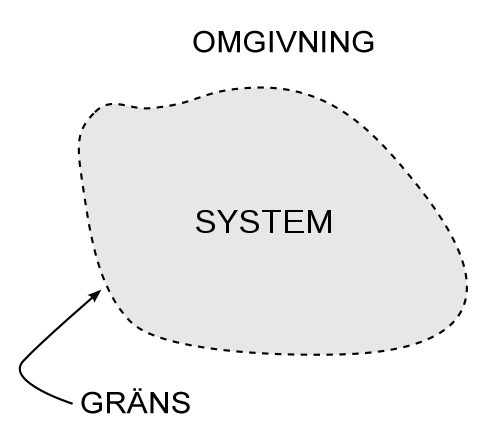
Ett termodynamiskt system avgränsas från omgivningen av en fysisk eller hypotetisk gräns.

Ett viktigt koncept inom termodynamiken är det termodynamiska systemet, en avgränsad del av universum under betraktande. Systemet avgränsas från resten av universum, omgivningen, med en fysisk eller hypotetisk gräns. Ett system kan utgöras av vad som helst, exempelvis en turbin, en lösning i ett provrör, en levande organism, en planet, eller något annat.
Beroende på vilka sätt energi kan passera till omgivningen delas system ofta in i isolerade, slutna eller öppna system. Ett isolerat system är ett system där varken energi eller massa kan passera systemgränsen. I praktiken kan ett sådant system inte existera, möjligen med undantag för universum i sin helhet. Ett isolerat system kan ses som ett specialfall av ett slutet system, det vill säga ett system där endast energi i form av värme och arbete kan passera systemgränsen. Ett stängt växthus kan ses som ett exempel på ett slutet system som utväxlar värme, dock inte arbete, med sin omgivning. Huruvida ett system utväxlar värme, arbete eller bådadera kan variera och är en viktig egenskap för ett system och dess systemgräns. Ett öppet system, exempelvis en kompressor, kan utväxla såväl värme, arbete som massa med sin omgivning och kallas ibland för kontrollvolym eftersom det utgörs av en begränsad volym.
Många beräkningar och ekvationer inom termodynamiken bygger på förenklade modeller av perfekt slutna, öppna eller isolerade system.

### Storhet
En karaktäristisk egenskap hos ett system kallas storhet, exempel på storheter kan vara temperatur T, entropi S, värme Q eller densitet ρ. Storheterna inom termodynamiken delas ofta in i processtorheter och tillståndsstorheter beroende på deras egenskaper vid en process. Storheter som värme och arbete är båda beroende av på vilket sätt en process genomgåtts, det vill säga dess processväg. Tillståndsstorheter som temperatur och tryck är å andra sidan inte vägberoende utan deras storlek bestäms entydigt av systemets tillstånd. Matematiskt kan detta ses som en indelning i storheter som utgör inexakta (processtorheter) och exakta (tillståndsstorheter) differentialer.
Ett annat vanligt sätt att dela in de termodynamiska storheterna är i intensiva och extensiva storheter. Extensiva storheter ökar och minskar med systemets storlek, dess massa och volym. Hit hör bland annat massa m, inre energi U och volym V. De intensiva storheterna är till skillnad mot de extensiva inte beroende av systemets storlek, hit hör temperatur, densitet och tryck. För att skilja storheterna åt betecknas ofta intensiva storheter med gemener och extensiva med versaler, dock med viktiga undantag som temperatur T, tryck P och massa m. Extensiva storheter per massenhet kallas specifika storheter och betecknas vanligen med gemen bokstav, exempelvis specifik volym (v = V/m) och specifik entropi (s = S/m).

### Tillstånd
Om tillräckligt många tillståndsstorheter är kända i ett system sägs dessa utgöra ett tillstånd. Ett tillstånd är unikt och har bestämda värden på samtliga storheter, om en storhet skulle ändras skulle detta även förändra tillståndet. Om systemet är homogent och tillståndet statiskt sägs systemet vara i jämvikt, detta innebär att om system isoleras från sin omgivning förändras inte värdet på dess storheter. Naturliga system är ofta dynamiska och relativt komplexa men i många fall kan de efterliknas med modeller av system i jämviktstillstånd.
Jämvikt kan delas in i en rad underordnade tillstånd som alla måste vara uppfyllda för att system ska kunna antas vara i fullständig jämvikt. Termisk jämvikt innebär att det inte finns någon temperaturdifferens i systemet. Den närliggande vetenskapen värmeöverföring behandlar i princip enbart system som inte är i termisk jämvikt. Kemisk jämvikt innebär att den kemiska sammansättningen i systemet inte förändras med tiden. Mekanisk jämvikt är frånvaro av tryckskillnad inom ett system, vanligtvis bortser man från den tryckskillnad som åstadkoms av gravitationen på grund av höjdskillnad. Om systemet innefattar flera faser krävs även att massan hos dessa faser når jämviktstillstånd.
För att entydigt kunna definiera tillståndet hos ett system krävs inte att alla tillståndsstorheter är kända. Då tillräckligt många storheter är kända kan värdet på de resterande beräknas ur så kallade tillståndsekvationer, exempelvis ideala gaslagen. Detta slås fast i en viktig termodynamisk lag, tillståndspostulatet:
| ” | Tillståndet hos ett enkelt kompressibelt system är entydigt bestämt av två oberoende intensiva tillståndsstorheter. | „ |

Ett enkelt kompressibelt system är ett system som inte påverkas av externa effekter från kraftfält. Antalet tillståndsstorheter som behövs för andra system kan i själva verket variera och beror på hur många externa effekter som behöver tas i beaktande, exempel på sådana effekter är magnetfält, gravitation, ytspänning, med mera.

### Process

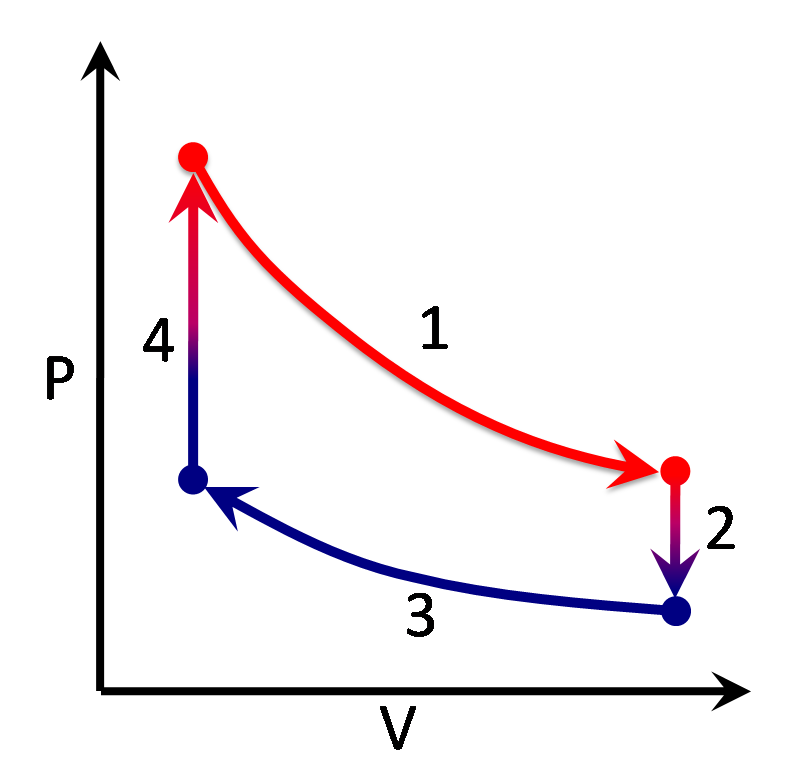
Ett exempel på en serie termodynamiska processer som tillsammans utgör Stirlingcykeln, process 1 och 3 på bilden är isoterma medan 2 och 4 är isokora processer.

Termodynamisk process är ett begrepp som används för att beskriva den förändring som sker då ett termodynamiskt system övergår från ett tillstånd till ett annat. De tillstånd systemet passerar i en process brukar kallas processväg. För att en process ska vara fullständigt definierad måste både det ursprungliga och slutliga tillståndet beskrivas, såväl som processvägen och den påverkan processen gör på sin omgivningen. Vid modellering av termodynamiska processer brukar man ofta utgå från en så kallad kvasistatisk process, i vilken varje processteg sker så långsamt att systemet i stort sett är i ständig jämvikt. Det är dock viktigt att notera att inga sådana processer existerar i verkligheten.
Vid analys av olika idealiserade modeller används ofta olika standardiserade former av processer:
- En isobar process sker vid konstant tryck P. Ett exempel skulle kunna vara en fri kolv i en cylinder som ständigt håller atmosfärstryck, utan att vara direkt öppen mot atmosfären.
- En isokor process sker då volymen V hålls konstant. Exempelvis en sluten och fast behållare innehållande luft. Allt värme som tillförs systemet kommer då omvandlas till inre energi.
- En isoterm process sker vid konstant temperatur T och bör inte förväxlas med en adiabatisk process (se nedan).
- En adiabatisk process är en process där inget värme Q tillförs eller lämnar systemet. För en reversibel process är detta identiskt med en isentrop process. En perfekt termiskt isolerad sluten termos skulle kunna ses som ett adiabatiskt system, det vill säga ett system som kan genomgå en adiabatisk process.
- En isentrop process sker vid konstant entropi S.

## Grenar

### Klassisk termodynamik

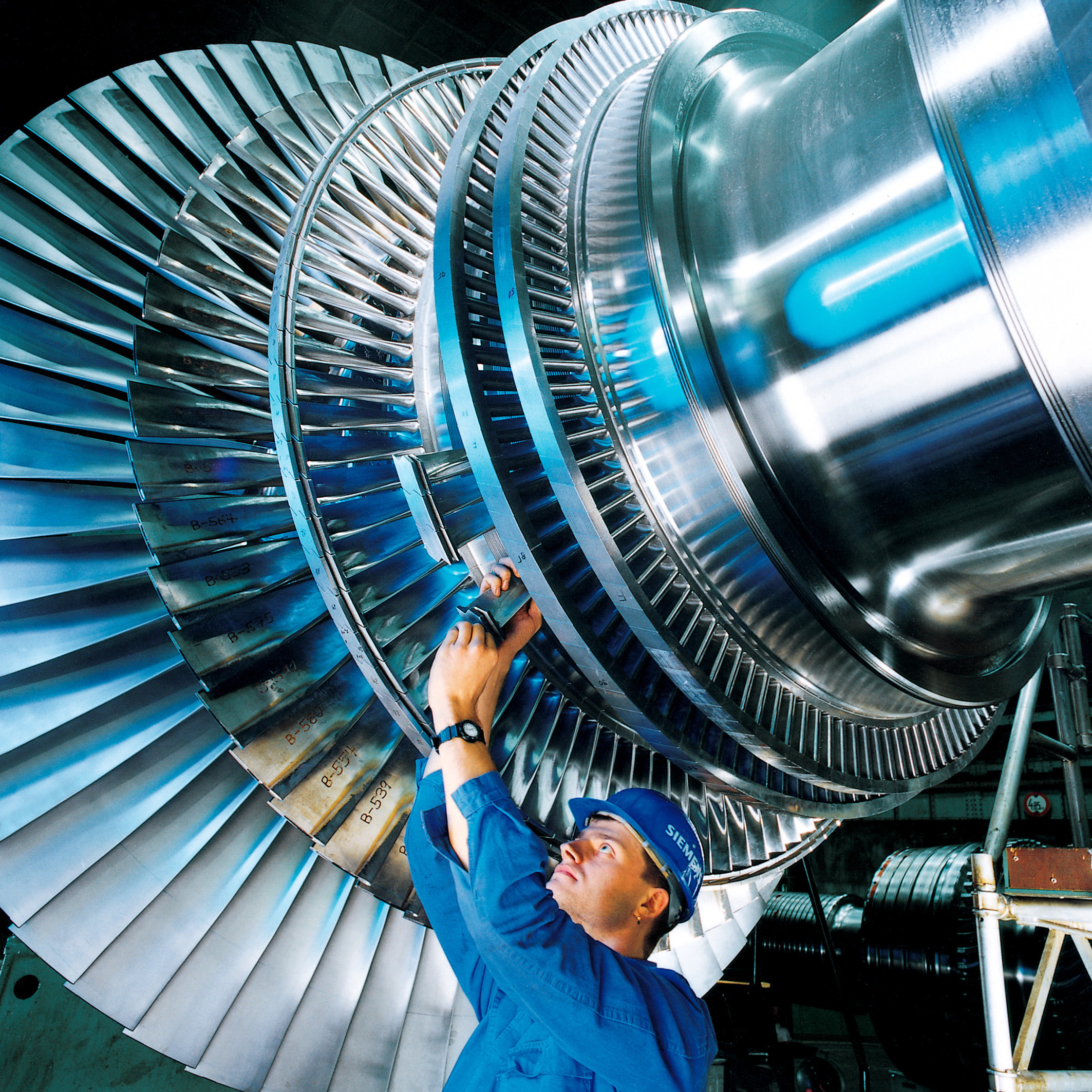
Rotorn på en ångturbin. Att utveckla och förbättra kraftmaskiner av det här slaget är en tillämpning av klassisk termodynamik och strömningslära.

Klassisk termodynamik är en empirisk och makroskopisk gren av termodynamiken nära kopplad till vetenskaper som klassisk mekanik, strömningslära och värmeöverföring. Grenen behandlar till största del system som kan idealiseras som kontinuum, det vill säga system som är stora nog att betraktas som homogena kroppar, utan hänsyn till beteendet hos enskilda partiklar. Detta är också fallet för i stort sett alla verkliga system, som exempelvis turbiner eller värmemaskiner. Ofta görs också förenklingen att de termodynamiska systemen befinner sig i jämvikt och det går då med stor noggrannhet att bestämma makroskopiska storheter som tryck, temperatur och densitet.
Grenen har på grund av sitt relativt enkla tillvägagångssätt många tekniska tillämpningar kopplade till omvandling och transport av energi. Ingenjörerna Thomas Savery och Thomas Newcomen konstruerade redan vid sekelskiftet 1600-/1700-talet de första ångmaskinerna, vilka senare kom att utvecklas i takt med den klassiska termodynamikens frammarsch. I dag används den klassiska termodynamiken i stor utsträckning för liknande ändamål vid modellering av cykliska processer för motorer, kompressorer, ång- och gasturbiner, och andra förlopp för kraftgenerering. Ottomotor, jetmotor och dieselmotor är exempel på tillämpning av kretsprocesser inom fordonsindustrin.

### Statistisk termodynamik
Statistisk termodynamik, eller statistisk mekanik, är en gren av kvantmekaniken. Den tillämpar sannolikhetsfördelning och andra statistiska metoder för att på ett mikroskopiskt plan studera termodynamiska beteenden och egenskaper hos partiklar. Utifrån detta kan makroskopiska storheter som temperatur, entropi och inre energi beräknas som genomsnittliga egenskaper hos systemets molekyler och atomer. Med andra ord kopplar den statistiska termodynamiken samman den kvantmekaniska världens osäkerhet och den tillämpade klassiska termodynamikens turbiner, kompressorer och motorer. Till skillnad från klassisk termodynamik lämpar sig inte den statistiska vid undersökning av makroskopiska system och behandlas således oftast av fysiker snarare än av tekniker och ingenjörer.

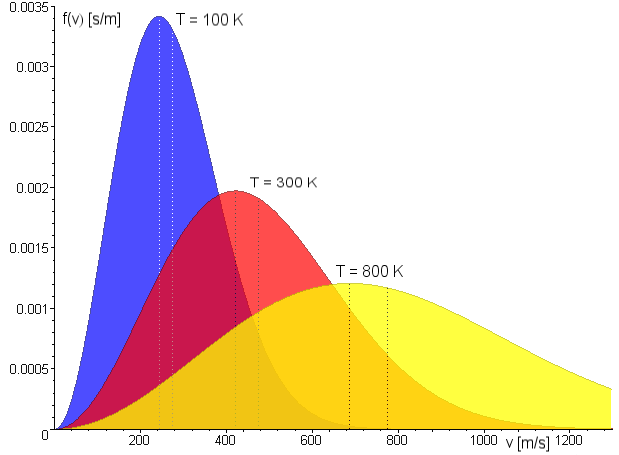
Maxwell-Boltzmannfördelning för hastigheten hos kvävgasmolekyler (N_{2}) vid tre olika temperaturer. Fördelningar av den här typen är ett exempel på tillämpning av statistisk termodynamik.

Den mest generella statistiska metoden för att bestämma termodynamiska egenskaper är ensemblemetoden, utvecklad av den teoretiske fysikern och kemisten Josiah Willard Gibbs (1839-1903). En ensemble kan sägas vara ett isolerat supersystem bestående av en stor samling av mikroskopiska system. Beroende på mikrosystemens egenskaper brukar man dela in ensembler i mikrokanoniska, kanoniska och storkanoniska. I en storkanonisk ensemble är alla mikrosystem öppna och isoterma, det vill säga att de kan utväxla massa med sin omgivning under konstant temperatur. I en kanonisk ensemble är istället alla mikrosystem slutna och isoterma. Den mest inskränkta formen av en statistisk ensemble är den mikrokanoniska, vilken förutsätter helt isolerade mikrosystem. För att förenkla analys inom den statistiska termodynamiken utgår man ibland från en kanonisk ensemble där varje mikrosystem endast består av en enskild partikel. Detta gör ensemblen ekvivalent med ett termodynamiskt system inom Maxwell–Boltzmann-statistiken, en av de stora metoderna för sannolikhetsfördelning inom statistisk termodynamik.
För att matematiskt bestämma det mest troliga makrotillståndet för ett termodynamiskt system finns det utöver Maxwell–Boltzmann-statistiken två stora metoder för tillämpning av sannolikhetsfördelning, Bose-Einstein-statistik och Fermi-Dirac-statistik. Dessa båda metoder behandlar egenskaper hos olika former av ourskiljbara partiklar, bosoner respektive fermioner. 

### Kemisk termodynamik
Kemisk termodynamik och den närliggande termokemin studerar kopplingen mellan energi och kemiska reaktioner. Disciplinen har utvecklats sedan mitten av 1800-talet då kalorimetriska mätmetoder gjorde det möjligt att studera värmeutbytet vid reaktioner. Kemisten Germain Henri Hess formulerade 1840 Hess lag, en termokemiskt viktig lag som postulerar att entalpi H är en tillståndsfunktion och således oberoende av processvägen mellan reaktanter och produkter. Detta kan bland annat utnyttjas för att avgöra om en reaktion är exoterm (avger värme) eller endoterm (tar upp värme).
I slutet av 1800-talet kombinerade Josiah Willard Gibbs begreppen entropi och entalpi i Gibbs fria energi (G), ett uttryck för spontaniteten hos kemiska reaktioner.
{\displaystyle \Delta G=\Delta H-T\Delta S\,}
I enlighet med termodynamikens andra huvudsats sker processer bara spontant i en riktning, med Gibbs fria energi kan detta beskrivas i villkoret ΔG < 0. En stor fördel med denna tillståndsfunktion är att den eliminerar behovet att studera systemets omgivning vid analys av reaktioner. En mindre vanlig men snarlik storhet är Helmholtz fria energi (A), ΔA = ΔU - TΔS, som kan användas för att avgöra spontaniteten hos processer som sker vid konstant volym.
Ett annat fenomen som studeras inom termokemin är ämnens förmåga att absorbera och avge värme, något som ofta beskrivs med värmekapaciteter (C). Till skillnad mot inre energi och entalpi är värmekapacitet en egenskap som är direkt mätbar hos ämnen och som är av stor betydelse inom många områden. Vid konstant tryck respektive konstant volym kan värmekapaciteter utnyttjas för att beskriva förändring i entalpi respektive inre energi.

## Tillämpning

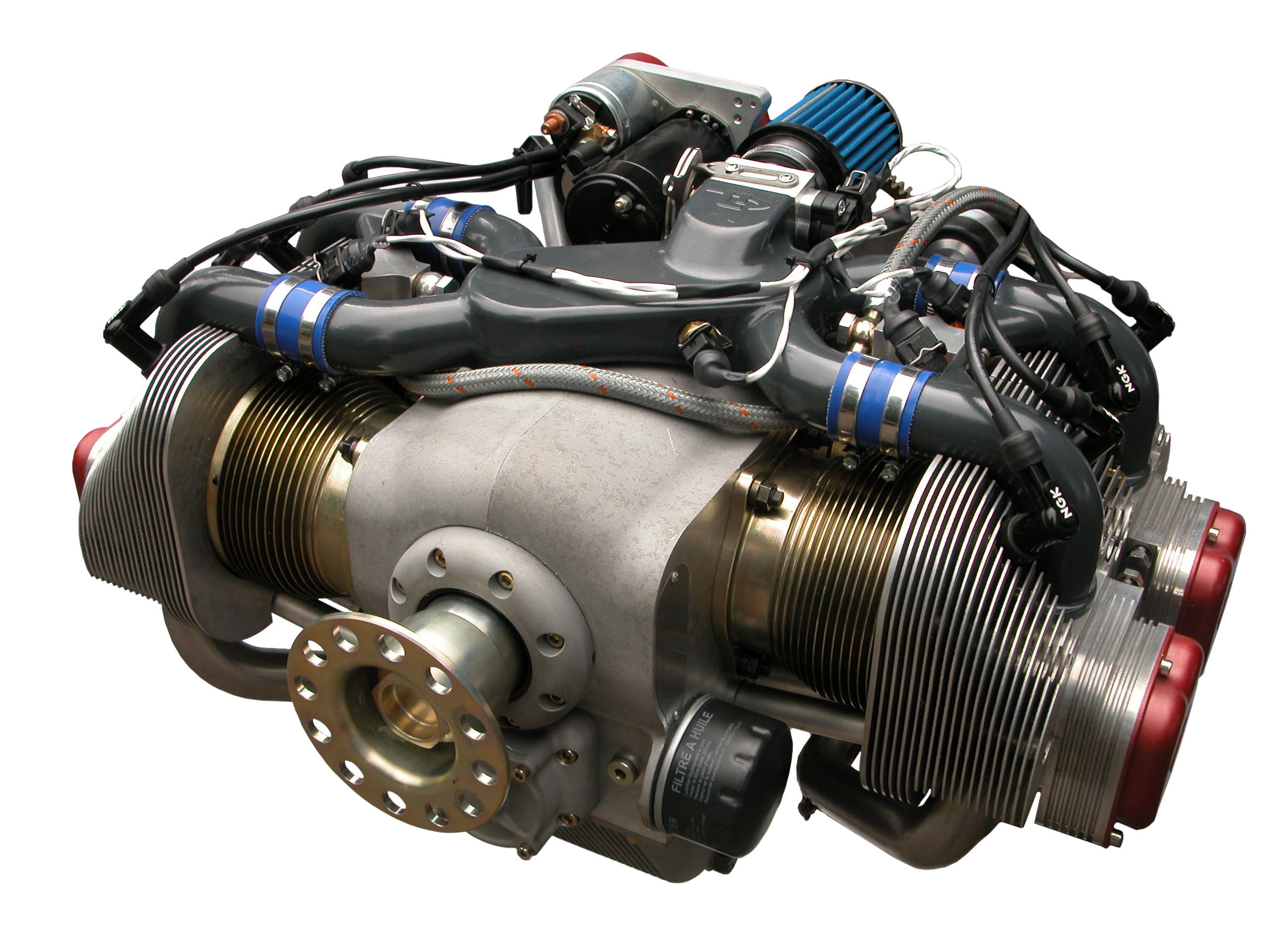
En mindre fyrcylindrig flygmotor med bränsleinsprutning, en termodynamisk tillämpning inom fordonsindustrin.

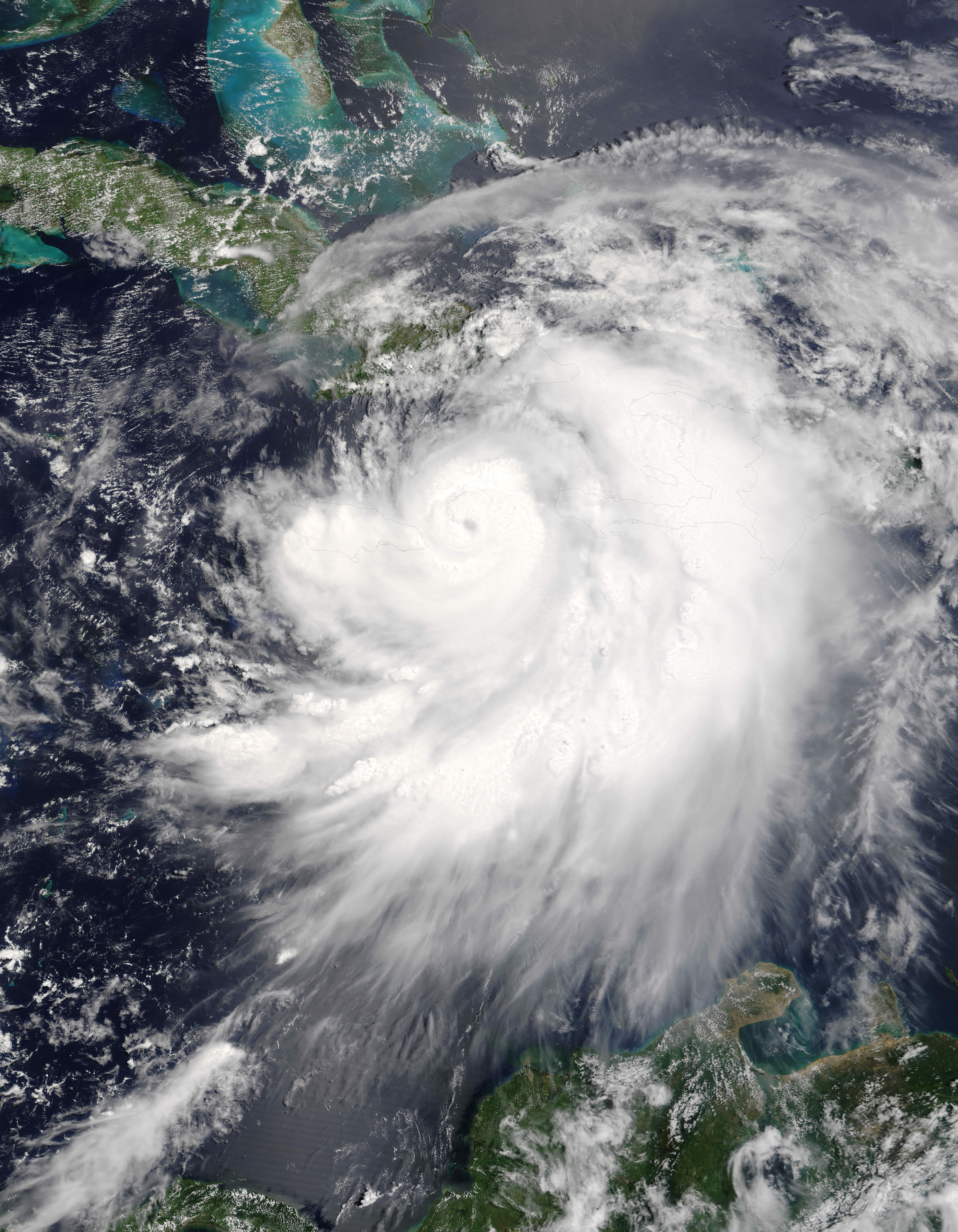
Orkanen Dennis drabbade Haiti, Kuba och USA under juli 2005. Den kinetiska energin i stormar av det här slaget härstammar huvudsakligen från den latenta värmen som avges då fuktig luft från havet stiger och kondenseras i atmosfären.

I stort sett alla aktiviteter och processer i naturen involverar på något sätt interaktion mellan materia och energi. Tillämpning av grundläggande termodynamiska principer är därför av stor vikt inom många tekniska och naturvetenskapliga områden; såväl den mänskliga kroppen som kärnkraftverk och jetmotorer måste följa termodynamikens huvudsatser och lagar. Många av de områden där mer avancerad termodynamik behandlas involverar ingenjörer inom kemi- och maskinteknik, exempelvis energiteknik, materialvetenskap och förbränningslära. Nedan beskrivs kort några tillämpade områden inom termodynamiken.
- Inom astronomin och kosmologin används termodynamiken för att förklara och förutse stjärnornas egenskaper och utveckling. Gravitationen vill få en stjärna att dra sig samman och öka förbränningstakten medan strålningstrycket vill få den att expandera och därmed svalna.[32] Huvudseriestjärnors värmeproduktion kan med stor noggrannhet beräknas med enkla tvådimensionella datormodeller. Värmeproduktionen i stjärnor som lämnat huvudserien och blivit röda jättar eller som går under i en supernovaexplosion måste beräknas med komplexa tredimensionella modeller som tar hänsyn till bland annat turbulens och magnetfält.[33]
- Energiteknik är ett tvärvetenskapligt område som huvudsakligen behandlar produktion av elektricitet och värme. I värmekraftverk används höga temperaturer från exempelvis förbränning eller kärnklyvning för att via en turbin generera elektricitet. I ett kraftvärmeverk sker samtidig produktion av elektricitet och värme.[34] En majoritet av världens elproduktion sker i kraftverk av de här typerna där fossila bränslen, biomassa eller kärnbränsle används för att skapa höga temperaturer.[35]
- Inom transportindustrin är förbränningsmotorer, och då särskilt kolvmotorer, ett stort tillämpningsområde. Genom kompression av luft och förbränning av kolväten som diesel, metan eller bensin drivs motorns kolvar att producera mekaniskt arbete som kan användas för att driva en bil, båt eller annat transportmedel. Otto- och dieselcyklerna är exempel där termodynamiska kretsprocesser kan användas för att modellera arbetsförloppet i en verklig motor.[36]
- Kyl- och värmeteknik bygger på att motverka det faktum att värme flödar från en hög temperatur till en låg, ett uttryck för termodynamikens andra huvudsats. I många fall är det önskvärt att hålla en konstant hög eller låg temperatur i ett visst utrymme, exempelvis i ett kylskåp eller ett bostadshus, vilket kan åstadkommas med en så kallad värmepump. Värmepumpar flyttar värme från ett område med låg temperatur till ett område med högre temperatur och motverkar på så vis det naturliga värmeflödet.[11]
- Materialvetenskap tillämpar termodynamiken för att avgöra hur material agerar och reagerar vid olika förhållanden. Ett användningsområde är fasdiagram, vilket beskriver hur ett ämne beter sig vid olika tillstånd. Detta tillsammans med ämnets värmeabsorberande förmåga, dess värmekapacitet, är grundläggande och vitala kunskaper för att beskriva de kemiska och termiska egenskaperna hos material.[37] Med hjälp av bland annat Gibbs fria energi går det även att avgöra hur potenta olika reaktioner inom och mellan material är.[30]
- Fält som bioteknik, medicinsk vetenskap och molekylärbiologi använder principer från den klassiska och statistiska termodynamiken för att beskriva allt från organ som hjärtat till enskilda enzymer och proteiner. Med hjälp av termodynamisk analys kan man förstå molekylära mekanismer hos en lång rad biologiska funktioner som enzymatisk katalys, signaltransduktion och genduplikation.[38] Inom medicinen kan entalpiskillnader mellan frisk och sjuk vävnad användas för att mäta aktiviteten hos olika former av cancer.[39]
- Inom meteorologin utnyttjas atmosfärens termodynamik, värmeöverföring och strömningslära för att beskriva och förutse olika typer av väderfenomen. Ett viktigt exempel på tillämpning är studiet av stormar, orkaner och tropiska cykloner. En tropisk cyklon kan modelleras som en värmemotor driven av atmosfärens temperaturskillnad. Varm fuktig luft stiger varvid den expanderar och kondenseras, vilket leder till att stora mängder latent värme frigörs och kan omvandlas till kinetisk energi i stormen.[40]